# Akiko's Piano 被爆したピアノが奏でる和音
『Akiko's Piano 被爆したピアノが奏でる和音』（あきこずぴあの ひばくしたぴあのがかなでるおと）は、2020年8月15日にNHK BSプレミアムおよびBS4Kで放送されたドキュメンタリードラマ。

## 概要
1945年8月6日の広島市への原子爆弾投下により命を落とした女性・河本明子の在りし日の姿を、彼女がのこした日記と関係者の証言にもとづき、ドキュメンタリーとドラマで描いたテレビ番組である。ドラマ部分では、芳根京子が河本明子を演じた。

## 出演者

### ドラマ部分
- 河本明子：芳根京子
- 河本源吉：田中哲司
- 河本シヅ子：真飛聖
- 竹内茂：町田啓太

### ドキュメンタリー部分
- 坂井原浩
- 二口とみゑ
- マルタ・アルゲリッチ
- 藤倉大
- 萩原麻未
- 下野竜也
- 広島交響楽団
- 芳根京子

## スタッフ
- 脚本：田中眞一
- ドラマ撮影：初瀬康一
- ドキュメンタリー撮影：中島大樹
- 編集：宮島亜紀
- 照明：生嶋航
- 音声：福田陽輔
- 音響効果：岩尾亮太
- 美術：平川泰光
- 衣装：天野多恵
- メイク：宇都圭央
- 時代考証：鈴木一史、花岡敬太郎
- 方言指導：小豆畑雅一
- ピアノ指導：本尾かおる
- プロデューサー：本郷達也
- 演出：横山哲
- 制作統括：樋口俊一、坂部康二、山本喜彦

- 取材協力：広島交響楽団、KAJIMOTO
- 資料提供：米国立公文書館
- 制作：NHKエンタープライズ
- 制作・著作：NHK、MMJ